# Sideroxylon grandiflorum
Sideroxylon grandiflorum là một loài thực vật có hoa trong họ Hồng xiêm. Loài này được A.DC. miêu tả khoa học đầu tiên năm 1844.

## Hình ảnh

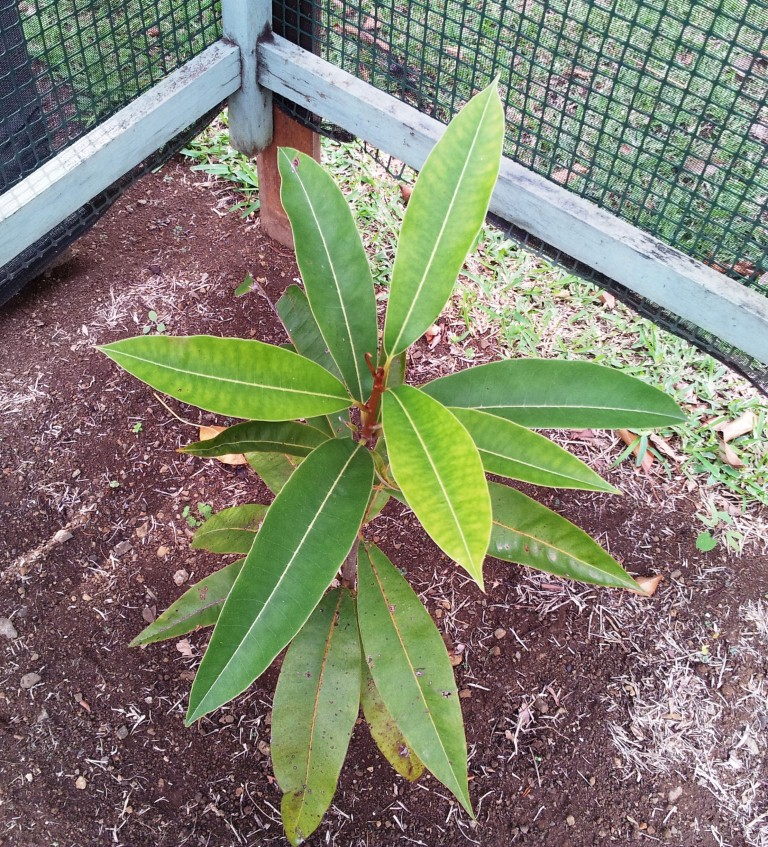